# Liste der brasilianischen Botschafter in Benin
Die Botschaft befindet sich in Cotonou.

## Geschichte
1992 erhielt Urbain-Karim-Elisio da Silva Exequatur als brasilianischer Honorarkonsul in Cotonou.
| Ernannt       | Name                              | Bemerkungen | Mensagem Senado Federal | im Senat des Nationalkongress vorgestellt am | ernannt von               | akkreditiert während der Regierung von | Posten verlassen |
| ------------- | --------------------------------- | --- | ----------------------- | -------------------------------------------- | ------------------------- | -------------------------------------- | ---------------- |
| 6. Juni 1989  | Brian Michael Fraser Neele        | Amtssitz in Lagos | MSF 156/1988            |                                              | José Sarney               | Mathieu Kérékou                        |                  |
| 30. Juli 1996 | Geraldo Affonso Muzzi             | Amtssitz in Lagos | MSF 150 de 1996         | 11. Juli 1996                                | Fernando Henrique Cardoso | Adrien Houngbédji                      |                  |
| 11. Aug. 2004 | Carlos Alberto Ferreira Guimarães | Amtssitz in Lagos, (* 17. Dezember 1941 in Nilópolis) Sohn von Marcelle Arnaudin Guimarães und Waldema Ferreira Guimarães, 1972: Geschäftsträger in San José (Costa Rica), 1983: Geschäftsträger in Acra, 1983: Geschäftsträger in San Salvador, 2002: Botschafter in Lagos | MSF 11 de 2003          | 7. Juli 2004                                 | Luiz Inácio Lula da Silva | Adrien Houngbédji                      |                  |
| 23. Dez. 2005 | Pedro Luiz Rodrigues              | Amtssitz in Abuja, (* 29. Juni 1949 in Rio de Janeiro) Sohn von Yedda Leite Rodrigues und Carlos Octacio Rodrigues, 1995: Geschäftsträger in Tel Aviv. | MSF 250 de 2005         | 14. Dez. 2005                                | Luiz Inácio Lula da Silva | Adrien Houngbédji                      |                  |
| 8. Aug. 2006  | Carmelito de Melo                 | (* 20. September 1947 in Guarapuava) Sohn von Helena Gorski de Melo und Cartos de Melo | MSF 124 de 2006         | 2. Aug. 2006                                 | Luiz Inácio Lula da Silva | Adrien Houngbédji                      |                  |
| 23. Dez. 2010 | Arnaldo Caiche D’oliveira         | (* 5. Oktober 1947 in Ribeirão Preto) Sohn von Linda Caiche D’Oliveira und Benedicto Narciso D’Oliveira, 16. Juni 2005–2011: Botschafter in Lomé | MSF 151 de 2010         | 24. Nov. 2010                                | Luiz Inácio Lula da Silva | Adrien Houngbédji                      |                  |
| 30. Okt. 2012 | Arnaldo Caiche D’Oliveira         | gleichzeitig als Botschafter in Abuja akkreditiert. | MSF 48 de 2012          | [ 7 ]                                        | Dilma Rousseff            | Pascal Koupaki                         |                  |